# Yuki Takita
Yuki Takita (田北 雄気 Takita Yuki?,  nacido el 16 de mayo de 1967 en Saitama) es un exfutbolista japonés. Jugaba de guardameta y su último club fue el Urawa Reds de Japón.

## Trayectoria

### Clubes
| Club       | País  | Año         |
| ---------- | ----- | ----------- |
| NTT Kanto  | Japón | 1990 - 1992 |
| Urawa Reds | Japón | 1992 - 2000 |